# Amphicnaeia tate
Amphicnaeia tate är en skalbaggsart som beskrevs av Maria Helena M. Galileo och Martins 2001. Amphicnaeia tate ingår i släktet Amphicnaeia och familjen långhorningar. Inga underarter finns listade i Catalogue of Life.